# Lo Solà (Pessonada)
Lo Solà és una solana del terme municipal de Conca de Dalt, al Pallars Jussà, a l'antic terme d'Hortoneda de la Conca, en territori de l'antic poble del Mas de Vilanova.
Està situat al sud-est de Pessonada, a migdia i a sota de la cinglera de la Serra de Pessonada, a llevant del Pui Fals i de lo Civadal. Té la Font de Llau Falsa en el seu extrem sud-occidental, les Greixes i la Borda de l'Esteve a migdia i el Serrat del Qüell a llevant.
Lo Solà forma part de la partida rural del Pui Fals.